# Origine sociale
L'origine sociale d'un individu est son positionnement originel au sein de la société. Cela renvoie à l'idée selon laquelle, dès leur naissance, les individus sont insérés dans un groupe qui reflète une catégorie socio-professionnelle. L'origine sociale est un concept de sociologie.

## Concept
L'origine sociale désigne le placement de naissance d'un individu dans une catégorie sociale ou dans une classe sociale. Ce placement va influer sur sa socialisation.
Le concept d'origine sociale est particulièrement utilisé dans le cadre des recherches sur la mobilité sociale. De multiples recherches entre l'origine sociale et les trajectoires biographiques ont été réalisées. Des études de l'INSEE montrent un déclin de la corrélation entre origine sociale et diplôme sur le temps long en France. Raymond Boudon met en évidence le lien entre l'origine sociale et la perception de l'instruction, ainsi que des stratégies éducatives.
Dans une étude publiée en mai 2024 sur les liens entre origine sociale, diplôme et insertion, le Céreq montre que dès la fin de la classe de 3ème, 84 % des enfants de deux cadres s’orientent vers la voie générale contre seulement 41 % des jeunes issus de famille à dominante ouvrière. Parmi les autres résultats, seulement 5 % des enfants de deux cadres n’obtiennent pas le bac contre 33 % pour ceux issus de famille à dominante ouvrière. Enfin, à l’issue du parcours scolaire, les écarts en matière de diplômes du supérieur long sont tout aussi importants : 55 % des enfants de deux parents cadres sont diplômés de l’enseignement supérieur long (bac+5 et plus) contre seulement 11 % des enfants de familles à dominante ouvrière.